# Aïn Beida Harriche
Aïn Beida Harriche (în arabă عين البيضاء حريش) este o comună din provincia Mila, Algeria.
Populația comunei este de 21.013 locuitori (2008).